# Леросская, Калимносская и Астипалейская митрополия
Леросская, Калимносская и Астипалейская митропо́лия (греч. Ιερά Μητρόπολη Λέρου, Καλύμνου και Αστυπάλαιας) — епархия Константинопольской православной церкви на островах Лерос, Калимнос и Астипалея в составе Додеканесского архипелага в Греции.

## История
Епархия на Леросе существовала с 553 года, а на Астипалее с X века. Епископии входили в состав Родосской митрополии.
В 1314 году острова заняли мальтийские рыцари, а в 1523 году — османские войска. В 1912 году острова отошли к Италии, а в 1948 году были возвращены Греции.

## Епископы
- Хрисанф (20 октября 1888 — 21 июля 1894)
- Анфим (Цацос) (21 июля 1894 — 20 января 1895)
- Софроний (Христидис) (23 февраля 1895 — 29 мая 1897)
- Иоанн (Хадзиапостолу) (29 мая 1897 — 8 августа 1903)
- Герман (Феотокас) (8 августа 1903 — 9 июня 1918)
- Апостол (Кавакопулос) (6 сентября 1918 — июнь 1946)
- Хризостом (Коронеос) (22 июля — 2 декабря 1950) назначение не принял
- Исидор (Айдонопулос) (2 декабря 1950 — 19 мая 1983)
- Нектарий (Хаджимихалис) (24 мая 1983 — 16 мая 2005)
- Паисий (Аравантинос) (с 21 мая 2005)

## Викарии
- Эммануил (Алевфорас), епископ Галикарнасский (11 декабря 2005 — 2 сентября 2010)
- Стефан (Катэс), епископ Стратоникейский (с 27 декабря 2016)